# Szvoboda Bence
Szvoboda Bence (Marcali, 1992. február 25. – Prága, 2023. június 14.) tízszeres magyar bajnok, kétszeres cseh felnőtt bajnok, osztrák junior bajnok, világbajnoki pontszerző, Európa-bajnoki dobogós motokrosszversenyző. 
Balatonberényben nőtt fel, Kaposváron élt. Édesapja Szvoboda Tamás, amatőr magyar bajnok motokrosszversenyző. 
Motokrossz rajongása 8 éves korában kezdődött, amikor szüleitől egy automata Malaguti krosszmotor kapott, amivel balatonberényi házuk udvarán tanult meg motorozni, 9 évesen pedig már krosszbajnokságon indult.
A magyar bajnokság valamennyi utánpótlás és felnőtt kategóriájában szerzett bajnoki címet, egyéniben és csapatban egyaránt, összesen tizenötöt. Nemzetközi mezőnyben is kiemelkedő eredményei vannak: 2007-ben osztrák junior bajnok lett, 2011-ben világbajnoki pontokat szerzett, 2014-ben dobogóra állhatott az Európa-bajnokság Olasz Nagydíján, 2017-ben pedig Csehország MX2-es bajnoka lett. 2018-ban második magyar versenyzőként nyert versenyt az ADAC MX Masters sorozat királykategóriájában, valamint az osztrák, a szlovák, a cseh és a magyar bajnokság legnívósabb kategóriájában is felállhatott a dobogó legmagasabb fokára.
Ha nincs szenvedélyed, amiért érdemes meghalni, akkor nincs semmid, amiért érdemes élni.

## Pályafutása

### A kezdetek

#### 2000-2004
2000-ben kapta meg első motorját és 2001-től már aktív résztvevője volt a magyar motokrossz bajnokságoknak: első szezonjában bronzérmet szerzett a 65 köbcentisek között, a következő évben pedig már a kategória magyar bajnoka lett. 2002-ben 10. helyen végzett a Junior Világkupán, amiért Az Év Legeredményesebb Nemzetközi Versenyzője különdíjjal jutalmazta a Magyar Motorsport Szövetség. Harry Everts (négyszeres motokrossz-világbajnok) spanyolországi edzőtáborában többször megfordult, az ott megszerzett tudásnak köszönhetően pedig egyre nagyobb sikereket ért el. 2004-ben már a 85 köbcentis géposztály bajnoka volt, a Belgiumban megrendezett Junior Világkupán pedig a 7. helyezést érte el korosztályában.

#### 2005-2006
2005-ben privát versenyzőként az osztrák és a cseh bajnokságra koncentrált. Ez az év nem tartogatott számára bajnoki címet, viszont annál több tapasztalatot szerzett külföldön. Magyarországon és Ausztriában kategóriájának második helyezettje lett, Csehországban pedig többször is felállhatott a dobogóra.
Sikereire egy osztrák csapat figyelt fel, így a 2006-os szezonban már a Schruf Racing Team színeiben motorozott. Bemutatkozhatott Európa egyik legnívósabb bajnoki sorozatában, a németországi ADAC MX Mastersen, továbbá indult pár elérhető közelségben lévő Európa-bajnoki fordulón, de a fő sorozata az osztrák junior bajnokság volt, ahol Pascal Raucheneckerrel vívtak fej-fej melletti csatát a 85 köbcentis kategória bajnoki címéért. A titulust drámai körülmények között bukta el: az első helyen haladva, az utolsó futam utolsó körében megállt a motorja, ennek a technikai hibának köszönhetően pedig a harmadik helyen zárta az évet. A bajnok Pascal Rauchenecker lett. Az év további kiemelkedő eredménye volt az ADAC MX Masters fináléján, Höchstadtban elért harmadik helyezés, amivel lezárult pályafutásának 85 köbcentis korszaka.

#### 2007-2010
Az eredményes külföldi szereplésre felfigyelt a KTM magyarországi részlege, a 2007-es szezont már az ő támogatásukkal kezdhette meg. A 125 köbcentis kétütemű motor helyett egy új konstrukciójú négyütemű 250 köbcentis motorral indult. 15 évesen a felnőttek között kellett bizonyítania a magyar bajnokságban, ahol a második helyen ért célba. Az előző évi ausztriai kudarc után idén osztrák Junior MX2-es bajnoki címet nyert. 2008-ban, 16 évesen az MX2-es kategóriában az első felnőtt magyar bajnoki címét szerezte meg, megnyerte a Köztársaság Kupasorozatot és a Szlovák-Magyar Kupát is.
2009-ben egy újabb komoly ugrás következett az akkor 17 éves versenyző karrierjében: Magyarországon fellépett az MX1-es géposztályba 450 köbcentis KTM motorjával, míg külföldön továbbra is az MX2-es kategóriában indult a 250 köbcentis motorral. A magyar bajnokságban kiváló évet zárt, hiszen első szezonjában megnyerte a királykategória bajnoki címet. A külföldi szereplések tekintetében viszont sok problémával telt az év, mert nem volt meg a megfelelő technikai háttér ahhoz, hogy az európai elittel felvegye a versenyt, ennek ellenére többször is elindult az ADAC MX Masters Youngster kategóriájában (MX2), és a 9. helyen zárta a szezont. A szezon kiemelkedő eredménye az ADAC évadzáró futamon elért második helyezés.

#### Súlyos sérülés
A szezon befejeztével egy korábbi csuklósérülésén korrekciós műtétet kellett végrehajtani. A jobb csuklójában elhalt a sajkacsont egy évekkel korábbi csuklótörés szövődményeként, mely egyre nagyobb fájdalmat okozott neki motorozás közben. Az országban elsőként ültettek be műanyag csontpótlékot egy 6 órás műtét során, melyet hosszú rehabilitációs időszak követett, ami miatt késve tudta megkezdeni a felkészülését a 2010-es szezonra.
2010-ben a szlovák OKR KTM Team támogatta. Sokat edzett, hogy megvédhesse MX1-es címét Magyarországon, és hogy külföldön újabb sikereket érhessen el az MX2-es kategóriában. A szezonkezdés előtt nem sokkal a lapockáját és egy csigolyáját is eltörte egy motoros edzésen, ami miatt az év első felében rosszabbul teljesített. Mire a szezon második felében újra csúcsformába lendült, a magyar bajnoki címet már nem tudta megszerezni, így az évet a második helyen zárta az MX1-esek között. A cseh Buksa/Ados KTM lehetőséget biztosított számára, hogy a cseh MX2-es bajnokságban vendégversenyzőként elinduljon a színeikben. Itt is többször dobogóra állhatott, a bajnokságot pedig a 4. helyen zárta. Ezzel a teljesítményével megkapta az első profi szerződését a Buksa/Ados KTM-től a 2011-es szezonra.

### Buksa/Ados KTM (2011-2018)
2011-ben az első számú cseh csapat szerződtette le a cseh MX2-es bajnokságba. Három pole pozíciót (edzéselsőséget) szerzett a hét fordulós bajnoki kiírásban. Az első futamgyőzelemre sem kellett sokat várni, a második fordulón, Petrovicében első ízben ért elsőként a célba. Bár a gyorsasága megvolt, hogy a legjobbakkal versenyezzen, rutintalansága miatt sok hibát vétett, és nem tudott stabil teljesítményt nyújtani. A bajnokságban a 6. helyen végzett. Az ADAC MX Masters sorozat MX2-es kategóriájában is elindult, ahol több kiemelkedő eredményt ért el: két kvalifikációs csoportelsőséget szerzett (Freising, Aichwald), a futamokon elért legjobb helyezése pedig egy harmadik pozíció volt Aichwaldban. A világbajnoki és a magyar bajnoki versenyekkel való ütközés miatt három ADAC-fordulón nem vett részt, de így is a 12. lett a pontszerzésben.
2012-ben a magyar és a cseh bajnokság szünetében elindult a szlovák bajnokság miyavai versenyén, ahol műtétre szoruló vállsérülést szenvedett, így hiába kezdte második helyen a cseh bajnokságot, a második állomást kihagyni kényszerült. Később öt pole pozíciót, öt futamgyőzelmet, öt dobogós helyezést szerzett a szezonban, valamint első összetett győzelmét Dalecinben, a bajnokságot pedig harmadikként fejezte be.
2013-ban Csehországban az utolsó fordulóig küzdött a francia Boris Maillarddal az MX2-es bajnoki címért. A két bajnokjelöltet 1 pont választotta el a kramolini finálé előtt, de az időmérő edzésen hatalmasat esett, agyrázkódást és tüdősérülést szenvedett, de sérülten is vállalta a versenyzést, hogy legalább az év végi dobogós helyezését megőrizze. A tizenötödik helyen zárta a finálét, és ezzel év végén bronzérmet szerzett. 2 pole pozícióval, és 3 győzelemmel a legeredményesebb MX2-es motoros volt a bajnokságban, a bajnoki címről mégis le kellett mondania.
2014-ben Sulivan Jaulint szerződtették csapattársának. Egy három szezonon át tartó belső csata kezdődött el a két versenyző között. Bence két futamot lenullázott technikai hiba miatt, Marek Sukup és Sulivan Jaulin tempóját pedig nagyon nehezen tudta túlteljesíteni. Először fordult elő vele, hogy nem tudott pole pozíciót szerezni a bajnokságban, és futamgyőzelemből is csupán egy jött össze. A nehézségek ellenére a szezonzáró vranovi versenyig a bajnoki címre esélyesek között volt, azonban a finálé időmérő edzésén egy újabb nagy balesetet szenvedett el, amiben megint a válla sérült meg. Sérülten, erős fájdalmakkal vállalta a versenyzést, hogy az év végi dobogós helyezését megőrizze. Ez sikerült, a tizedik helyen ért célba a finálén, ezzel pedig újra bronzérmet szerzett a szezonban. A titulust a Buksa csapat francia versenyzője is elvesztette egy kézsérülés miatt, így Marek Sukupé lett a 2014-es MX2-es győzelem.
2015-ben gyomorpanaszai voltak, majd egy magyar bajnoki versenyen súlyos agyrázkódást szenvedett motorhiba következtében, aminek döntő szerepe volt abban, hogy az év végén nem állhatott fel a dobogóra. Az év végén 4. helyezett lett. 
2016-ban erősebb szezonja volt, de egy technikai hiba következtében Kaplicében összetört a hátsó kereke, és nem tudta befejezni a második futamot, az így elveszített pontok miatt pedig Jaulin mögé szorult a pontszerzésben, pedig a versenyek felét megnyerte ebben az évben.
2017-ben a téli szünetben új edzőkkel kezdett el dolgozni. 8 versenyből 5-öt nyert meg, és az utolsó verseny kivételével második helynél rosszabb pozícióban nem végzett. 3 pole pozícióval, 9 futamgyőzelemmel, 5 összetett győzelemmel és 7 dobogós helyezéssel ő lett az MX2-es kategória cseh bajnoka. Ez az év a karrierje legsikeresebb szezonja volt.
Az Ünnepi Közgyűlésen Kaposvár város közgyűlésétől ebben az évben átvehette az Év Férfi Sportolója kitüntetést.
2018-ban kategóriát váltott Csehországban, az MX1-es királykategóriába lépett. Sokat edzett, hogy felvehesse a versenyt a kategória legjobbjával, a többszörös cseh bajnokkal, Martin Michekkel, aki szintén a csapattársa volt. Az első versenyen elért harmadik hely ellenére a bajnoki reményekről újra le kellett mondania, mert április végén a Fürstlich Drehna-i ADAC MX Masters versenyen eltörte a csuklóját, ami miatt a cseh bajnokság második versenyét ki kellett hagynia. Kényszerpihenője után öt futamot és két versenyt nyert meg egymás után (Dalecin, Petrovice), és harmadiknál rosszabb pozícióban nem végzett, ezzel a második helyen fejezte be a szezont. Bár egyéniben nem, de csapatversenyen  Michekkel és Jaulinnal győzelmet arattak, amivel a Buksa/Ados KTM triója lett a 2018-as év cseh csapatbajnoka.

### HTS Team (2012–2019)
2011-ben az OXXO színeiben versenyzett a magyar bajnokságban, és nekik köszönhetően mutatkozott be a motokrossz-világbajnokságon. 2012-re azonban egy jobb ajánlatot kapott Horváth Lajostól, a HTS Team tulajdonosától, így a Buksa/Ados KTM Team mellett a HTS Team kötelékét erősítette ez évtől. Ez a két csapat a mai napig kitart mellette. Ebben az évben a magyar MX2-es bajnoki cím elnyerését tűzte ki célul. 3 pole pozíció, 9 futamgyőzelem, 4 összetett győzelem és 5 dobogós helyezéssel védte meg titulusát, ami már a hatodik magyar bajnoki címét jelentette, mivel az előző évben az OXXO színeiben is ő lett az MX2-es magyar bajnok. A 2012-es szezon zárásaként a magyar csapatversenyen győzelemhez segítette a HTS csapatot, mely ezzel fennállásának első csapatbajnoki címét szerezte meg. Az ADAC MX Masters bajnokságban ettől az évtől már a királykategóriában indult, a szezon legjobb eredménye a Gaildorfban elért 12. helyezés volt.
2013-ban a újra magyar MX2-es bajnok, 4 pole pozíciót, 9 futamgyőzelmet, 5 összetett győzelmet és 6 dobogós helyezést szerzett a 6 fordulós bajnoki kiírásban. A hetedik magyar bajnoki címét a számára hazai pályának tekinthető nagykanizsai bajnokságon szerezte meg. Az ADAC MX Masters sorozaton csonka évet teljesített, legjobb eredménye a riedi versenyen elért 7. helyezés volt.
2014-ben az EMX300-as Európa-bajnokságra nevezte be csapata, ahol 300 köbcentis kétütemű motorokkal indulhattak a versenyzők. Az új kategória merőben új volt számára, mivel pályafutásából kimaradt a 125 köbcentis géposztály, utoljára 14 évesen, a 85 köbcentisek között versenyzett kétütemű motorral. A technikai átállás, és a téli szezon során történt futómű váltás miatt nehezen indult az év, nem igazán találta az összhangot a motorjával. Bulgáriában, a szezon első Európa-bajnoki versenyén negyedik helyezést ért el, de Spanyolországban több nagy bukás után csak a tizedik helyen zárt. A párhuzamosan futó magyar bajnokságban ifj. Németh Kornéllal kellett szembenéznie, aki ebben az évben utolérhetetlen volt számára, Kókán tudta csak legyőzni rutinos ellenfelét. Szezonjának a Vranovban elszenvedett vállsérülés miatt az utolsó két magyar bajnokin nem tudott részt venni, így csak a negyedik helyen zárta az évet, ami pályafutása legrosszabb magyar bajnoki eredménye volt. Az EMX300-as EB-n több fordulót is kihagyott, emiatt ebben a sorozatban sem zárt jó helyen, 8. lett. Az év legjobb eredménye a Maggiorában elért 3. helyezés volt, ami Bence és a HTS Team első Európa-bajnoki dobogós eredményét jelentette. Kőszárhegyen újabb csapatbajnoki cím megszerzéséhez segítette hozzá a peresztegi csapatot, mely már zsinórban a harmadik volt.
2015-ben a kétütemű kategóriát maga mögött hagyva a magyar MX1-es bajnoki címet és az ADAC MX Mastersen való minél jobb szereplést tűzte ki célként. A szezon első versenyein laktózintoleranciás gyomorpanaszai miatt nem tudott jól teljesíteni, a hódmezővásárhelyi versenyen pedig ismét balesetet szenvedett egy technikai hiba miatt. Az újabb nehézségek miatt az ADAC MX Masters sorozatból csak két versenyen indult a szezonban, de nem ért el kiemelkedő eredményeket. Viszont ez évben magyar MX1-es bajnoki címet és egy újabb csapatbajnoki titulust szerzett.
2016-ban a magyar bajnokság második versenyén Esztergomban részleges térdszalag-szakadást szenvedett, valamint gerincsérve is lett, de még sérülten is tovább versenyzett. Az ADAC MX Mastersen három fordulón indult el és kettőt fejezett be, mindkettőt a 16. helyen (Fürstlich Drehnában és Möggersben). 4 pole pozíciót, 7 futamgyőzelmet, 4 összetett győzelmet és 5 dobogós helyezést szerezve az MX1-es kategória magyar bajnoka lett, ami a kilencedik hazai titulusát jelentette a pályafutásában. A csapatbajnoki elsőséget viszont négy év után először vesztette el a HTS Team egy technikai hiba következtében. A téli szünetben a térdét és a gerincsérvét is megműtötték.
A 2017-es és 2018-as években a nemzetközi versenyek kerültek nála előtérbe, a magyar bajnokságon már csak néhány versenyt vállalt. Bár teljes szezont egyik évben sem tudott teljesíteni az ADAC MX Mastersen, de sikerült kiemelkedően szerepelnie pár versenyen: 2017-ben dobogóra állhatott Jauerben, 2018-ban pedig a möggersi versenyen lett győztes. Németh Kornél után ő lett a második magyar motoros, akinek sikerült ez a bravúr, a HTS Team pedig magyar székhelyű csapatként első ízben állhatott a királykategória dobogójának legmagasabb fokára. Az ADAC sikerek mellett az osztrák, a szlovák, a cseh, és a magyar bajnokságban királykategóriájában is tudott futamokat nyerni. Az egyéni szereplésben nem is, de a HTS Team színeiben mindkétszer csapatbajnok lett Magyarországon.
2019-ben a cseh MX1-es bajnoki cím megszerzése mellett a magyar bajnokságot is megnyerte, tizedik győzelmével pedig a magyar sport legjobbjai közé került a bajnoki győzelmek számát tekintve.

### Világbajnokság

#### 2011
A Portugál Nagydíjon mutatkozott be a motokrossz-világbajnokság MX2-es kategóriájában a Scott KTM színeiben az OXXO támogatásával. Tapasztalatlansága és technikai hátránya miatt nem végzett a legjobb húszban az első két nagydíján, így nem szerzett pontokat sem Portugáliában, sem Spanyolországban. Ebben az évben még két Grand Prix-t teljesített, Németországban és Csehországban. Ez a két helyszín nem volt ismeretlen számára, hiszen a Német Grand Prix-nek otthont adó Teutchenthalban már versenyzett az ADAC MX Masters sorozat keretein belül, a Cseh Nagydíj helyszínét, Loketet pedig a cseh bajnokságból ismerte. Mindkét világbajnoki fordulón képes volt pontokat szerezni: Teutschenthalban kettő, Loketben három egységet gyűjtött, ezzel Németh Kornél után ő lett a második magyar motokrosszversenyző, aki a motokrossz-világbajnokság elit kategóriáiban (MX2, MXGP) pontszerző helyen ért célba. Az év során nem indult több világbajnoki versenyen.

#### 2012
Ebben a szezonban csupán egyszer volt lehetősége indulni a világbajnokságon, de már nem az MX2-es kategóriában, hanem a királykategóriának számító MXGP osztályban. Újra a Scott KTM csapatában indult a Cseh Nagydíjon, ismét az OXXO Energy Drink támogatásával. A futamokat idő előtt feladni kényszerült, összetettben a 28. helyen zárta a hétvégét.

### Válogatottság
A technikai sportokra nem jellemző, hogy válogatott nemzeti csapatoknak világbajnokságot írnak ki. Motokrosszban ez évről-évre hagyomány, a világbajnoki sorozat lezárásaként egy versenyhétvége erejéig összemérik tudásukat a legjobb motokrossz-nemzetek. Minden ország három versenyzőt indíthat a hivatalosan Motocross des Nations-nek nevezett bajnokságra, három különböző kategóriában. Bencét a Magyar Motorsport Szövetség többször is behívta a válogatott keretbe, de csak háromszor tudott élni a lehetőséggel. 2009-ben az olaszországi Franciacortában képviselte először a nemzeti trikolórt, ahol a 27. helyen ért célba a selejtező futamában és végül a 31. helyen zárt a magyar válogatottal. 2013-ban a németországi Teutchenthalban, ez évben a válogatott legjobbja volt, 15. helyen végzett a selejtező futamában, a nemzeti csapat pedig 28. lett. 2014-ben sérülés miatt kihagyni kényszerült a lettországi versenyt, de 2016-ban az olaszországi Maggiorában újra ott volt a három legjobb magyar motokrosszos között. Térdsérülése miatt ez a verseny nem sikerült számára a legjobban, selejtező futamában a 26. helyen intették le, a magyar válogatott pedig a 27. pozícióban fejezte be a csapat-világbajnokságot.

## Halála
2023. június 11-én a pacovi versenypályán a cseh motokrosszbajnokság első futamában szenvedett balesetet. A harmadik helyen állt, amikor elcsúszott és a mögötte érkező versenyző pedig áthajtott rajta. Prágába szállították kórházba, ahol életmentő műtétet hajtottak végre rajta, de a vizsgálatok során megállapították, hogy az agyi funkciói nem működnek. Június 14-én szerdán elhunyt.

## Statisztikái a különböző bajnokságokban

### Magyar MX bajnoksági statisztika
- Versenyek száma: 33 (MX2: 11, MX1: 22)
- Pole pozíciók: 23 (MX2: 7, MX1: 16)
- Futamgyőzelmek: 40 (MX2: 18, MX1: 22)
- Összetett győzelmek: 20 (MX2: 9, MX1: 11)
- Dobogós helyezések: 32 (MX2: 11, MX1: 21)
- Bajnoki címek: 5 (MX2: 2, MX1: 3), 5 (csapat)

### ADAC MX Masters statisztika
- Versenyek száma: 21 (MX1)
- Pontszerzés: 14 (MX1)
- Futamgyőzelem: -
- Összetett győzelem: 1 (MX1)
- Dobogós helyezés: 2 (MX1)
- Bajnoki címek: -

### Cseh MX bajnokság statisztika
- Indulások száma: 51 (MX2: 46, MX1: 5)
- Pole pozíciók: 15 (MX2: 14, MX1: 1)
- Futamgyőzelmek: 29 (MX2: 24, MX1: 5)
- Összetett győzelmek: 15 (MX2: 13, MX1: 2)
- Dobogós helyezések: 30 (MX2: 25, MX1: 5)
- Bajnoki címek: 2 (MX2), 1 (csapat)

### Európa-bajnoki statisztika
- Versenyek száma: 5 (EMX300: 4, Open: 1)
- Pontszerzés: 5 (EMX300: 4, Open: 1)
- Futamgyőzelem: 2 (Open)
- Összetett győzelem: 1 (Open)
- Dobogós helyezés: 2 (EMX300: 1, Open: 1)
- Bajnoki címek: -

### Világbajnoki statisztika
- Debütálás: 2011 Portugál Grand Prix, Agueda (MX2)
- Utolsó Nagydíj: 2012 Cseh Grand Prix, Loket (MXGP)
- Grand Prix indulások: 5 - Portugál, Spanyol, Német, Cseh (2011), Cseh (2012)
- Világbajnoki pontok: 5 (MX2)

### A válogatottban
- Debütálás: 2009 Franciacorta (Olaszország)
- Legutóbbi szereplés: 2016 Maggiora (Olaszország)
- Indulások: 3 (2009, 2013, 2016)
- Legjobb egyéni eredmény: 15. hely (2013, Teutchenthal)
- Legjobb csapateredmény: 27. hely (2016, Maggiora)

### Kiemelt hazai eredmények[3]
- Magyar bajnok MX1 (2009, 2015, 2016)
- Magyar bajnok MX2 (2008, 2011, 2012, 2013)
- Magyar junior bajnok 85cc (2004)
- Magyar junior bajnok 65cc (2002)
- Magyar csapatbajnok (2011, 2012, 2014, 2015, 2017, 2018)
- 3x magyar válogatott versenyző

### Kiemelt nemzetközi eredmények[3]
- Világbajnoki pontszerzés, MX2-es kategória (2011, Német és Cseh Nagydíj)
- Európa-bajnoki dobogó, EMX300-as kategória (2014, Olasz Nagydíj)
- Európa bajnoki futamgyőzelem, MX Open (2017, Kiskunlacháza)
- ADAC MX Masters futamgyőzelem (2018, Möggers)
- Cseh csapatbajnok (2018)
- Cseh MX1-es bajnokság, ezüstérem (2018)
- Cseh MX2-es bajnokság, bajnok (2017)
- Cseh MX2-es bajnokság, ezüstérem (2016)
- Cseh MX2-es bajnokság, bronzérem (2012, 2013, 2014)
- Osztrák Junior MX2-es bajnok (2007)

| 2018 | Cseh MX bajnokság: 2. hely (MX1) Magyar MX bajnokság: 4. hely (MX1) Cseh csapatverseny: 1. hely (Martin Michekkel és Sulivan Jaulinnal) Magyar csapatverseny: 1. hely (Varga Imrével és Hugyecz Erikkel) Győzelmek Németországban, Szlovákiában, Ausztriában, Csehországban és Magyarországon |
| 2017 | Cseh MX bajnokság: 1. hely (MX2) Magyar MX bajnokság: 5. hely (MX1) Magyar csapatverseny: 1. hely (Varga Imrével és Hugyecz Erikkel) Győzelmek Szlovákiában, Ausztriában, Csehországban és Magyarországon Az Év Férfi Sportolója Kaposváron                                                   |
| 2016 | Magyar MX bajnokság: 1. hely (MX1) Cseh MX bajnokság: 2. hely (MX2) Magyar csapatverseny: 3. hely (Varga Imrével és Hugyecz Erikkel) A magyar MX válogatott tagja: Maggiora, Olaszország |
| 2015 | Magyar MX bajnokság: 1. hely (MX1) Cseh MX bajnokság: 4. hely (MX2) Magyar csapatverseny: 1. hely (Németh Kornéllal és Hugyecz Erikkel) |
| 2014 | Magyar MX bajnokság: 4. hely (MX1) Cseh MX bajnokság: 3. hely (MX2) EB-dobogó (EMX300): 3. hely - Maggiora, Olasz Nagydíj Magyar csapatverseny: 1. hely (Németh Kornéllal és Déczi Balázzsal)                                                                                                 |
| 2013 | Magyar MX bajnokság: 1. hely (MX2) Cseh MX bajnokság: 3. hely (MX2) A magyar MX válogatott tagja: Teutschenthal, Németország |
| 2012 | Magyar MX bajnokság: 1. hely (MX2) Cseh MX bajnokság: 3. hely (MX2) Magyar csapatverseny: 1. hely (Déczi Balázzsal, Szőke Márkkal és Varga Imrével) |
| 2011 | Magyar MX bajnokság: 1. hely (MX2) Cseh MX bajnokság: 6. hely (MX2) Pontszerzés a világbajnokságon (Német és Cseh Nagydíj, MX2-es kategória) Magyar csapatverseny: 1. hely (Németh Kornéllal, Nagy Alex-szel és Richard Sykinával)                                                            |
| 2010 | Magyar MX bajnokság: 2. hely (MX1) Cseh MX bajnokság: 4. hely (MX2) |
| 2009 | Magyar MX bajnokság: 1. hely (MX1) Magyar-Szlovák Kupa: 1. hely (MX1) ADAC MX Masters: 9. hely A magyar MX válogatott tagja: Franciacorta, Olaszország |
| 2008 | Magyar MX bajnokság: 1. hely (MX2) Magyar Köztársaság Kupa: 1. hely (MX2) Magyar-Szlovák Kupa: 1. hely (MX2) |
| 2007 | Magyar MX bajnokság: 2. hely (MX2) Köztársaság Kupa részt vett versenyein 1-2. hely Osztrák Nemzetközi Junior MX bajnokság: 1. hely (MX2) Csapat Európa Bajnokság: 16.hely |
| 2006 | Osztrák MX Bajnokság: 3. hely (85cc) Európa-bajnokság: 11. hely (85cc) ADAC MX Masters: 11. hely (85cc) Kiemelt Eredmények: Adac Nemzetközi Német Bajnokság fináléján 3. hely Európa Bajnokság Olaszországi fordulóján 4. hely                                                                |
| 2005 | Magyar Junior MX Bajnokság: 2. hely (85cc) Osztrák Auner Kupa: 2. hely (85cc) |
| 2004 | Magyar Junior MX Bajnokság: 1. hely (85cc) Belgium Világkupa: 7. hely (85cc) |
| 2003 | Magyar Junior MX Bajnokság: 2. hely (85cc) Szlovák Országos Bajnokság: 3. hely (85cc) |
| 2002 | Magyar Junior MX Bajnokság: 1. hely (65cc) Magyar Köztársaság Kupa: 2. hely (65cc) Junior Világkupa: 10. hely (65cc) Közép-Európai kupasorozat: 1. hely (65cc) Különdíj a legeredményesebb nemzetközi szereplésért                                                                            |
| 2001 | Magyar Junior MX Bajnokság: 3. hely (65cc) Köztársaság Kupa: 2. hely (65cc) |

## Sikerei, díjai
- Az év legeredményesebb nemzetközi versenyzője, 2002 (Magyar Motorsport Szövetség)
- Az év férfi sportolója Kaposváron, 2017[32]
- Az év magyar motorversenyzője (2019[33])

## További információ
- Szvoboda Bence a motokrossz-világbajnokságon!. Tesztmotor.hu. 2011. jún.
- Varga Péter: Szvoboda Bence idén már a királykategória világbajnokságán. Sport365.hu. 2013. ápr.
- Jauerben is dobogón Szvoboda Bence. Kapos.hu.